# Kari Myyryläinen
Kari Juhani Myyryläinen (nascido em 22 de outubro de 1963) é um ex-ciclista olímpico finlandês. Representou sua nação nos Jogos Olímpicos de Verão de 1984 e 1996.